# Egotyzm
Nie mylić z egoizmem.
Egotyzm (łac. ego – ja) – pęd do utrzymywania i rozwijania korzystnej opinii o własnej osobie. Zazwyczaj towarzyszy mu wyolbrzymiona pozytywna opinia o swoich cechach osobistych i własnej ważności. Zazwyczaj zawiera intelektualne, fizyczne, społeczne i inne typy przeszacowania. Często występuje wraz z egomanią.
Egotysta ma obezwładniające poczucie centralności własnego 'Ja' i swoich przymiotów. Egotyzm oznacza umieszczanie siebie w centrum własnego świata, bez baczenia na innych - nawet osoby kochane lub uważane za bliskie - chyba że na warunkach ustalonych przez egotystę.

## Charakterystyka
Egotyzm jest blisko powiązany z „kochaniem samego siebie” bądź narcyzmem. Przez egotyzm można wyobrazić sobie rodzaj narcyzmu społecznościowego.
Egotyści mają silną tendencję do mówienia o sobie w auto-promujący sposób, często wykazując się arogancją bądź chełpliwością, którym towarzyszy niezwykłe poczucie własnej ważności i wartości.
Ich niezdolność do uznawania osiągnięć innych czyni ich głęboko auto-promocyjnymi; natomiast wrażliwość na krytykę może wywoływać u egotysty narcystyczny gniew z powodu tendencji do odbierania jej jako ataku, zniewagi bądź poniżenia.
Koncept egotyzmu opisuje osobę, która dąży do uzyskiwania od innych wartości takich jak uczucia, pochwały lub wyrazy uznania w ilości znacząco większej, niż sama udziela innym. W związkach partnerskich egotysta wprowadzać może podwójne standardy: egotysta czuje się wtedy uprawniony do zachowań, które u drugiej osoby postrzega jako niedopuszczalne. Egotyzm może być realizowany poprzez wykorzystywanie sympatii, miłości, irracjonalności lub ignorancji innych, a także poprzez uciekanie się do przymusu siłowego lub psychicznego oraz oszustwa.
Egotyzm różni się zarówno od altruizmu – czyli działania celem dawania innym większej ilości wartości, niż otrzymywane – oraz od egoizmu – czyli pogoni za własną korzyścią. Różne formy egoizmu empirycznego mogą pokrywać się z egotyzmem, ale nie wymagają obecności nadmiernego poczucia własnej wartości.

## Rozwój
W obszarze rozwojowym wyodrębnić można dwie trajektorie egotyzmu: osobową oraz kulturową.
W odniesieniu do osoby następuje przejście od egocentryzmu do społeczności w trakcie procesu dojrzewania. Dla dziecka normalnym jest posiadanie rozbujanego – niemal majestatycznego – poczucia egotyzmu. Przeszacowywanie własnego ego regularnie przejawia się w dziecięcych formach miłości – w dużej części dlatego, że dziecko jest dla siebie wszystkim - jest wszechpotężne wg posiadanej przez nie wiedzy.
Optymalny rozwój pozwala na stopniową rekoncyliację z bardziej realistyczną wizją swojego własnego miejsca w świecie – wypompowanie balonu egotyzmu. Nieprawidłowy rozwój ego może później prowadzić do egotyzmu defensywnego, służącego kompensacji kruchego poczucia własnej wartości. Robin Skynner uważał, że prawidłowy proces dorastania prowadzi do sytuacji w której „własne ego nadal istnieje, ale zajmuje właściwe, ograniczone miejsce pomiędzy ego wszystkich innych osób”. Osoba dorosła, u której prawidłowy proces rozwoju ego został zaburzony, przejawiać może zachowania charakterystyczne dla niedojrzałego do funkcji społecznych egotystycznego Strasznego Dziecka, które w bliskich związkach międzyludzkich mogą być silnie destruktywne.
Obok pozytywnej trajektorii zanikającego egotyzmu osobistego zaobserwować można również inny łuk rozwojowy w obszarze kulturowym, łączący się z tym co jest coraz częściej nazywane infantylizmem (post)modernistycznego społeczeństwa. W dziewiętnastym wieku egotyzm był wciąż szeroko uznawany za tradycyjną przywarę, dla Nataniela Hawthorne egotyzm był rodzajem chorej auto-kontemplacji – romantyzm nadał bieg wyrównawczemu prądowi, co Richard Eldridge opisał jako rodzaj „kulturowego egotyzmu, umieszczającego osobistą wyobraźnię na miejscu zanikającej tradycji społecznej”. Romantyczna idea samo-tworzącego się indywidualizmu – auto-autoryzującego się artystycznego egotyzmu – nabrało szerszego wymiaru społecznego w kolejnym wieku. Postawę tą atakowano za regresywną naturę jej wycofania się w egotystyczną wzniosłość; lecz w końcu XX wieku egotyzm został naturalizowany dalece szerzej przez pokolenie Ja w to, co nazywamy kulturą narcyzmu.
W XXI wieku egotyzm romantyczny postrzegany jest jako pożywka dla techno-kapitalizmu na dwa komplementarne sposoby. Z jednej strony – poprzez skupionych na sobie konsumentów, skupia się na ich „tożsamości”, którą tworzą sobie za pomocą marki. Z drugiej strony – przez równie egotystyczne głosy „autentycznego” protestu, podczas walki przeciwko maszynie tylko po to, by wyprodukować nowe formy dóbr konsumenckich, służących dalszej konsumpcji.

## Miłość i seks
Związek pomiędzy miłością i egotyzmem pozostaje nierozstrzygnięty. Samuel Schmalhausen uważał, że w pewnych przypadkach miłość może zmienić egotystę, dając mu nowe poczucie pokory w stosunku do innych.
Jednocześnie oczywiste jest, że egotyzm może objawiać się również na sposób seksualny, i w rzeczy samej cała seksualność jednostki może służyć do zaspokajania egotystycznych potrzeb.

## Etymologia
Termin egotyzm pochodzi od łacińskiego i greckiego ego, oznaczającego „siebie” lub „ja”, oraz -izm, używanego do oznaczania systemu wierzeń. Jako taki termin egotyzm jest etymologicznie blisko powiązany z filozoficznym egoizmem.